# カバードボンド
カバードボンド（英: Covered bond）は、社債のうち住宅ローン債権などの資産の裏づけのあるもの。世界金融危機後の安定性が評価されており、日本では経済産業省・日本政策投資銀行・金融庁が導入へ取り組んでいる。発行体のバランスシート上に残す方式が一般的であるが、オブリガシオン・フォンシエールのようなオフバランス型もある。

## 概要
通常の無担保社債は高い信用格付けを得ることが難しく、発行体のバランスシート上負債として計上される。そこで資産担保証券が考案された。資産担保証券は資産の裏づけを元にSPVが発行する債券であり、発行体のバランスシートには載らない（オフバランス）。しかし、資産の価値が劣化すると元利支払が滞るため、2007年以降の信用収縮に伴い投資家の信頼を失った。
カバードボンドは無担保社債と資産担保証券の折衷である。通常の無担保社債と同様、発行体のバランスシート上負債として計上されるが、資産の裏づけを受けるためSPVによる保証を受けているので高格付けが得られる。
カバードボンドの起源は1770年にプロイセン王国で発行されたものとされる。カバードボンドは、1797年にデンマーク、1825年にポーランド、1852年に（パリ改造の手前）フランスで発行された。19世紀には欧州諸国ほぼ全域で利用されるようになった。
20世紀半ばからインターバンク市場の発展に伴い、住宅ローンの原資に預金が多く使われるようになり、カバードボンド市場は長らく縮んでいた。1995年に単発で10億ユーロ以上のカバードボンドがドイツで発行された。亡命者用の仮住居施設需要が背景にあったが、翌年1月に施設で火災が発生し10人死亡しており、金繰りと造成の両面で切迫していたことが想像される。そこへ先行き不透明なユーロを敬遠する投資家の資金が流れていた。